# Kiscsalomja
Kiscsalomja (szlovákul: Malá Čalomija) község Szlovákiában, a Besztercebányai kerületben, a Nagykürtösi járásban.

## Fekvése
Nagykürtöstől 25 km-re, délnyugatra fekszik.

## Története
A falu területe már a kőkörszakban is lakott volt, majd a korai vaskorban a hallstatti kultúra népe élt itt. Lakott volt a római korban és a 8. században is.
1247-ben említi először oklevél "Kyschalamiya" néven. 1303-ban a falu területét Miklós fia Miklós, a Kiscsalomjai család őse szerezte meg. A 15. században területén a huszitáknak volt táboruk. A falu a 16. században elnéptelenedett és Kóvári-szög néven 1694-ig puszta volt. Ekkor a Luby és Lenkey család telepedett meg a faluban, akikhez újabbak csatlakoztak. 1715-ben 6 háztartása létezett. Evangélikus fatemplomát 1752-ben karhatalommal rombolták le és csak 1784-ben építhettek újat helyette. A 19. században a Tihanyi, Balczár és Pajor családnak voltak a községben nagyobb birtokai. 1828-ban 107 házában 642 lakos élt, akik mezőgazdasággal, szőlőtermesztéssel foglalkoztak.
A trianoni békeszerződésig Hont vármegye Ipolynyéki járásához tartozott. 1938 és 1944 között újra Magyarország része.

## Népessége
| Év:            | 1994. | 2004. | 2014.    | 2024.   |
| -------------- | ----- | ----- | -------- | ------- |
| Emberek száma: | 252   | 252   | 213      | 194     |
| Eltérés:       |       | +0 %  | -15,47 % | -8,92 % |

| Év:            | 2023. | 2024.   |
| -------------- | ----- | ------- |
| Emberek száma: | 185   | 194     |
| Eltérés:       |       | +4,86 % |

1910-ben 297, többségben magyar lakosa volt, jelentős szlovák kisebbséggel.
2001-ben 248 lakosából 210 szlovák és 35 magyar volt.
2011-ben 209 lakosából 172 szlovák és 33 magyar.

## Nevezetességei
- Evangélikus temploma 1884-ben épült neoklaszicista stílusban.
- A neoklasszicista lelkészlak 1850-ben épült.
- A Kondor-kúria a 20. század elején épült.

## Híres emberek
- Itt volt lelkész 1789-től haláláig Lehocky Dániel (1759–1841) egyházi író, pedagógus. A lelkészlakon emléktáblája áll.
- Itt élt és alkotott Pajor István (1821–1889) költő, szerkesztő, néprajzi gyűjtő.

## Külső hivatkozások
- Községinfó
- Kiscsalomja Szlovákia térképén
- Infotour.sk
- E-obce.sk Archiválva 2008. december 6-i dátummal a Wayback Machine-ben